# Oldpersisk
Oldpersisk er et uddødt sprog der blev talt i Iran fra ca. 600 f.Kr. til ca. 300 f.Kr.
Sproget blev skrevet i en særlig variant af kileskriften.
Oldpersisk er ved siden af avestisk det ældste iranske sprog. Det hører til gruppen af vestiranske sprog, der er en undergruppe af indoiranske sprog, der igen er en undergruppe af indoeuropæiske sprog.

## Eksterne links
- P. Oktor Skjærvø, Introduction to Old Persian
- Tydning af oldpersisk kileskrift Arkiveret 14. marts 2007 hos  Wayback Machine
- Oldpersisk kileskriftindskrift Arkiveret 24. februar 2007 hos  Wayback Machine
- Det oldpersiske alfabet Arkiveret 16. januar 2008 hos  Wayback Machine
- Tekster på oldpersisk

| Sprog | Spire Denne artikel om sprog er en spire som bør udbygges. Du er velkommen til at hjælpe Wikipedia ved at udvide den. |